# 康建国
康建国（？—），中共黨員，中共軍事人物、政治人物。2017年7月升任中國人民解放軍火箭軍少將。
歷仼黑龍江省軍區司令員、中共黑龍江省委常委、中國人民解放軍火箭军高層、黑龍江省人大代表。2022年5月，不再担任中共黑龙江省委常委。